# Rentrée du cinéma
Pour les articles homonymes, voir Rentrée.
La Rentrée du cinéma peut faire référence à plusieurs opérations de promotion du cinéma qui se déroulent chaque année en France depuis 2004 et sont organisées, en partenariat, à la rentrée de septembre par la Fédération Nationale des Cinémas Français (FNCF).
Plusieurs formats ont existé, s'inscrivant à la suite d'opérations similaires initiées par la FNCF, comme la Fête du cinéma, créée en 1985, ou encore, depuis 2000, le Printemps du cinéma. Toutes trois suivent le même principe, offrir des tarifs avantageux pendant la durée de la manifestation. Néanmoins le modèle d'organisation et de tarification a comporté des différences majeures par rapport aux des deux autres, notamment lors des premières éditions.

## Chronologie et évolution de la manifestation

### La «Rentrée du cinéma», 2004-2009
Elle naît en 2004 d'un partenariat entre la Fédération Nationale des Cinémas Français (FNCF) et la banque BNP Paribas. La manifestation évoluera, tant sur la durée que sur la forme, pendant ses cinq années d'existence. Elle finira de se rapprocher lors des deux dernières éditions du modèle de la Fête du cinéma, en l'occurrence : 3 ou 4 jours, un tarif unique et réduit sur toutes les séances pour tous les spectateurs.
| Édition | Année | Dates                    | Durée    | Modalités de l'offre | Nombre d'entrées vendues |
| ------- | ----- | ------------------------ | -------- | --- | ------------------------ |
| 1re     | 2004  | 8 septembre au 5 octobre | 28 jours | 2 entrées à 4,50 € l'unité, accompagnées d'un Cinékit gratuit composé de : - lemag, un magazine rédigé avec la collaboration de Studio, présentant les films projetés durant l'opération, - ledvd, un DVD d'une heure contenant leurs bandes-annonces, disponible dans les agences des sponsors (Orange / France Telecom et BNP Paribas) et dans le numéro de septembre de Studio. | 2 millions               |
| 2e      | 2005  | 11 au 18 septembre       | 8 jours  | une entrée offerte pour une entrée à plein-tarif. | ?                        |
| 3e      | 2006  | 10 au 17 septembre       | 8 jours  | une entrée à 1 € pour une entrée à plein-tarif. | ?                        |
| 4e      | 2007  | 16 au 23 septembre       | 8 jours  | une entrée à 1 € pour une entrée à plein-tarif, avec possibilité de prolonger l'offre d'une semaine grâce au partenariat de BNP Paribas | 0,8 million              |
| 5e      | 2008  | 14 au 16 septembre       | 3 jours  | 3,50 € la séance avec possibilité de prolonger l'offre d'une semaine grâce au partenariat de BNP Paribas | 1,7 million              |
| 6e      | 2009  | 13 au 16 septembre       | 4 jours  | 4 € la séance avec possibilité de prolonger l'offre d'une semaine grâce au partenariat de BNP Paribas | ?                        |

### «1 Max 2 Ciné», 2010
L'année 2010 constitue une parenthèse et un nouveau modèle économique avec cette opération, baptisée « 1 Max 2 Ciné ». Le tarif unique pour tous les spectateurs et toutes les séances pendant la durée de la manifestation, est abandonné. C'est désormais une manifestation destinée aux moins de 27 ans, ceux-ci pourront bénéficier tous les samedis du mois de septembre pour une séance achetée, d'une séance offerte le même jour, dans le même cinéma.

### La «Rentrée Cinéma BNP Paribas», depuis 2011
C'est le retour de l'idée de « Rentrée du cinéma », néanmoins l'opération devient véritablement commerciale pour la BNP Paribas, puisqu'il faut obtenir ou gagner en ligne des contremarques donnant droit, pendant la durée de l'opération, à un tarif unique réduit et valable pour toutes les séances. Elle bénéficie du soutien de la Fédération Nationale des Cinémas Français (FNCF).
| Édition | Année | Dates              | Durée   | Modalités de l'offre | Tarif appliqué |
| ------- | ----- | ------------------ | ------- | --- | -------------- |
| 1re     | 2011  | 14 au 20 septembre | 7 jours | Plus de 300 000 contremarques seront distribuées, dont 200 000 à gagner via le site de la banque : www.bnpparibas.net, et sa page Facebook. Elles donnent droit, contre remise, au tarif préférentiel et sont valables dans les cinémas participants pour tous les films.                                                                                            | 3,50 €         |
| 2e      | 2012  | 12 au 18 septembre | 7 jours | À partir du 15 août, 150 000 contremarques sont à gagner sur les sites internet www.bnpparibas.net/cinema, www.seanceradio.com et sur la page Facebook de BNP Paribas. Les agences, dans des opérations commerciales, pourront distribuer plus de 180 000 contremarques à leurs clients et partenaires.                                                              | 3,50 €         |
| 3e      | 2013  | 11 au 17 septembre | 7 jours | À partir du 14 août, 200 000 contremarques sont à gagner sur le site internet et page Facebook de BNP Paribas, les agences en distribueront 130 000 autres à leurs clients et partenaires. | 3,50 €         |
| 4e      | 2014  | 10 au 16 septembre | 7 jours | 200 000 contremarques sont à gagner sur le site internet et page Facebook de BNP Paribas, du 13 août au 7 septembre 2014, sous forme de lots de 2 contremarques. Les agences offriront 70 000 contremarques aux clients et partenaires de la banque. Les détenteurs de cartes bancaires We Love Cinéma recevront deux contremarques via le site www.welovecinema.fr. | 3,50 €         |
| 5e      | 2015  | 9 au 15 septembre  | 7 jours | Plus de 300 000 contremarques seront distribuées, dont 200 000 à gagner sur les sites internet et page Facebook de BNP Paribas. Les agences offriront 100 000 contremarques aux clients et partenaires de la banque. Les détenteurs de cartes bancaires We Love Cinéma recevront deux contremarques, via le site www.welovecinema.fr.                                | 3,50 €         |
| 6e      | 2016  | 14 au 20 septembre | 7 jours | Plus de 300 000 contremarques seront distribuées, dont 200 000 contremarques sont à gagner sur les sites internet et page Facebook de BNP Paribas. 100 000 contremarques sont offertes aux clients et partenaires de la banque, et les détenteurs de cartes bancaires Carte We Love Cinéma recevront deux contremarques.                                             | 4 €            |